# Chèvreville (Oise)
Pour les articles homonymes, voir Chèvreville.
Chèvreville est une commune française située dans le département de l'Oise, en région Hauts-de-France.

## Géographie

### Description

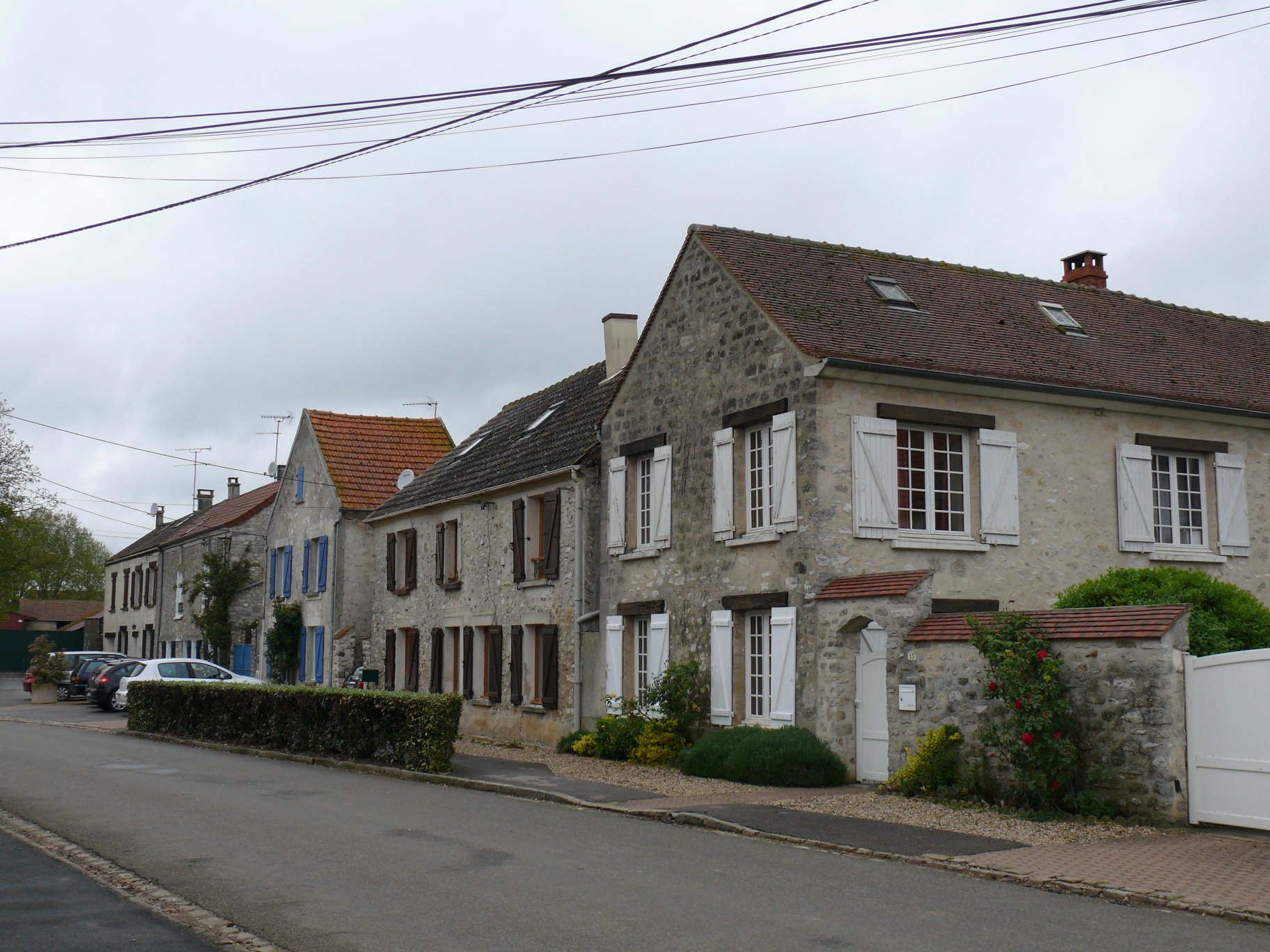
Maisons du village

Chèvreville est un village rural picard du Valois-Multien dans l'Oise, proche de la Seine-et-Marne et limitrophe au sud-est de Nanteuil-le-Haudouin, situé à 18 km au nord de Meaux, 45 km au sud-ouest de Soissons et 21 km au sud-est de Senlis.
Il est aisément accessible depuis la route nationale 2.
La plaine de Chèvreville  se caractérise par la présence de limons et de sables de Monceau en surface. D'épaisseur variable, les sables sont localisés sous les
épaisseurs de limons et l'ensemble constitue une couche géologique peu perméable agissantcomme un filtre.
L'altitude de Chèvreville varie de 117 m NGF au niveau du Fossé de  la Nouette ou à l'ouest de la commune, à 133 m au
nord-est du territoire.

### Communes limitrophes
| Nanteuil-le-Haudouin |             | Villers-Saint-Genest |
|                      | Chèvreville | Bouillancy           |
| Ognes                |             | Brégy                |

### Hydrographie
La commune est située dans le bassin Seine-Normandie. Elle n'est drainée par aucun cours d'eau,.

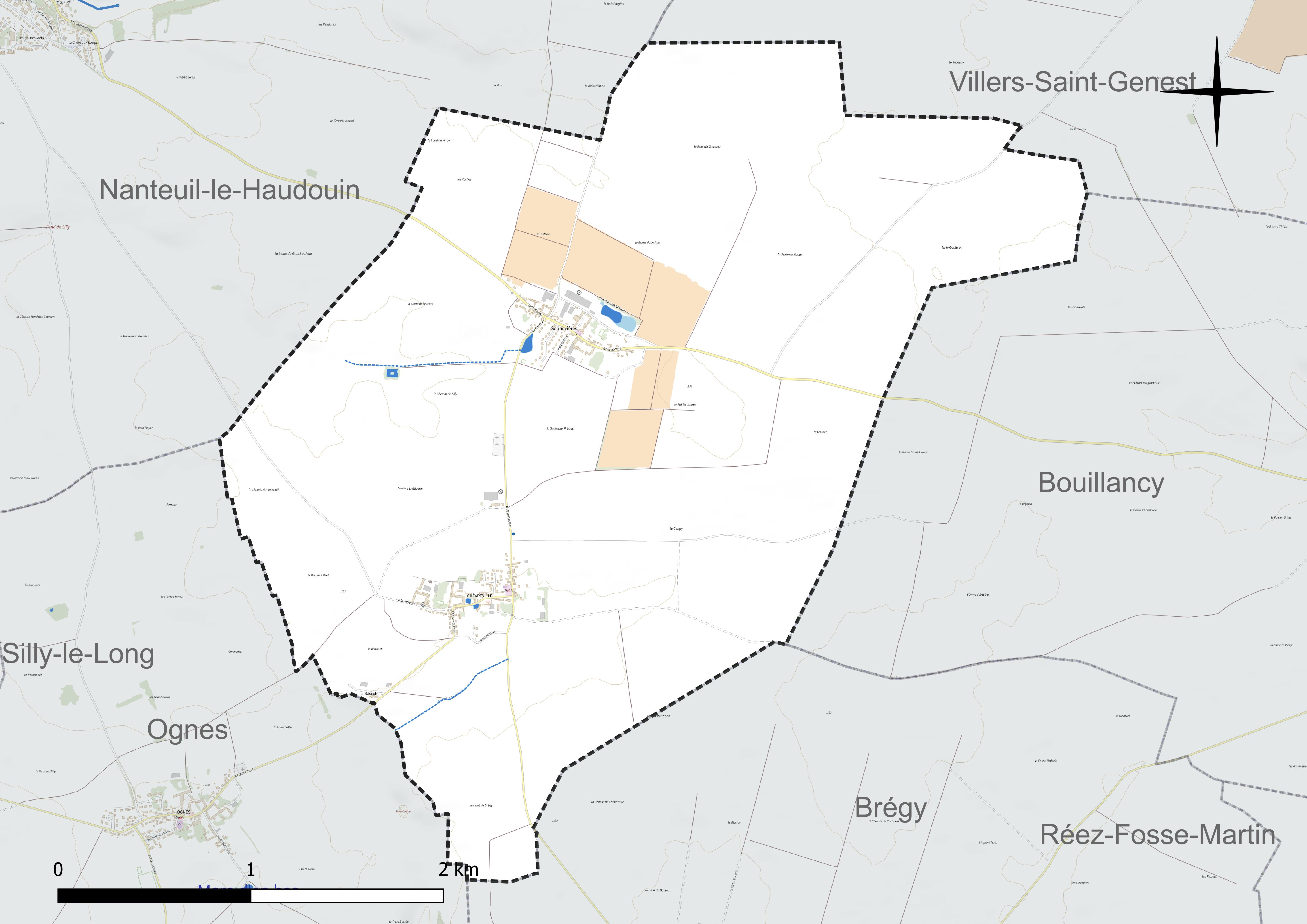
Réseau hydrographique de Chèvreville.

### Climat
Pour des articles plus généraux, voir Climat des Hauts-de-France et Climat de l'Oise.
En 2010, le climat de la commune est de type climat océanique dégradé des plaines du Centre et du Nord, selon une étude du CNRS s'appuyant sur une série de données couvrant la période 1971-2000. En 2020, Météo-France publie une typologie des climats de la France métropolitaine dans laquelle la commune est exposée à un climat océanique altéré et est dans la région climatique Nord-est du bassin Parisien, caractérisée par un ensoleillement médiocre, une pluviométrie moyenne régulièrement répartie au cours de l'année et un hiver froid (3 °C).
Pour la période 1971-2000, la température annuelle moyenne est de 11 °C, avec une amplitude thermique annuelle de 15,1 °C. Le cumul annuel moyen de précipitations est de 710 mm, avec 11 jours de précipitations en janvier et 8,2 jours en juillet. Pour la période 1991-2020, la température moyenne annuelle observée sur la station météorologique la plus proche, située sur la commune du Plessis-Belleville à 7 km à vol d'oiseau, est de 11,4 °C et le cumul annuel moyen de précipitations est de 661,7 mm,. Pour l'avenir, les paramètres climatiques de la commune estimés pour 2050 selon différents scénarios d'émission de gaz à effet de serre sont consultables sur un site dédié publié par Météo-France en novembre 2022.

## Urbanisme

### Typologie
Au 1er janvier 2024, Chèvreville est catégorisée commune rurale à habitat dispersé, selon la nouvelle grille communale de densité à sept niveaux définie par l'Insee en 2022.
Elle est située hors unité urbaine. Par ailleurs la commune fait partie de l'aire d'attraction de Paris, dont elle est une commune de la couronne,.

### Occupation des sols
L'occupation des sols de la commune, telle qu'elle ressort de la base de données européenne d'occupation biophysique des sols Corine Land Cover (CLC), est marquée par l'importance des territoires agricoles (97,5 % en 2018), une proportion identique à celle de 1990 (97,5 %). La répartition détaillée en 2018 est la suivante : 
terres arables (91,8 %), cultures permanentes (5,7 %), zones urbanisées (2,5 %). L'évolution de l'occupation des sols de la commune et de ses infrastructures peut être observée sur les différentes représentations cartographiques du territoire : la carte de Cassini (XVIIIe siècle), la carte d'état-major (1820-1866) et les cartes ou photos aériennes de l'IGN pour la période actuelle (1950 à aujourd'hui).

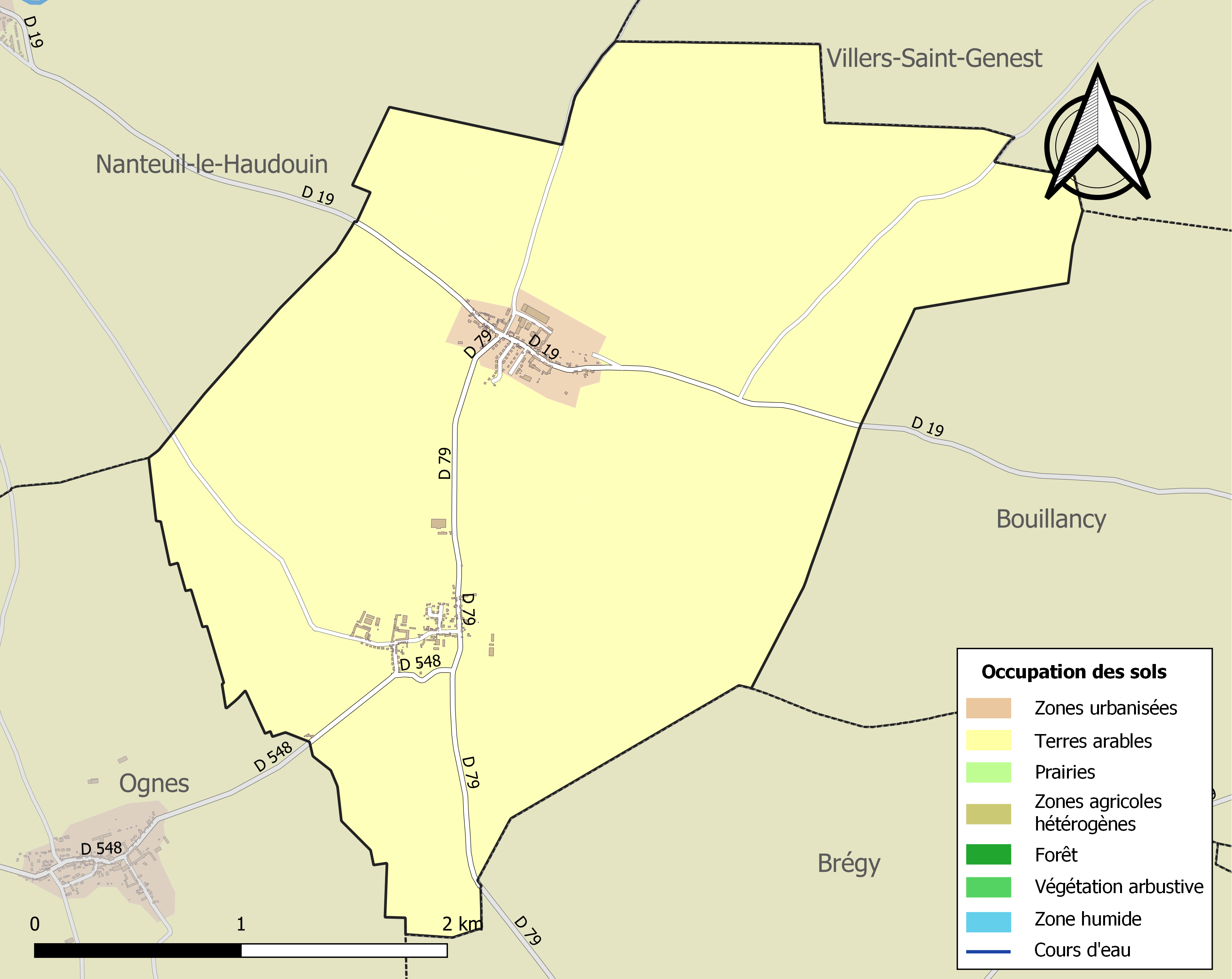
Carte des infrastructures et de l'occupation des sols de la commune en 2018 (CLC).

### Lieux-dits, hameaux et écarts
Chèvreville  compte un hameau, Sennevières, situé à 1,5 km au nord du chef-lieu, institué comme commune par la Révolution française, et fusionné en 1826 dans Chèvreville.

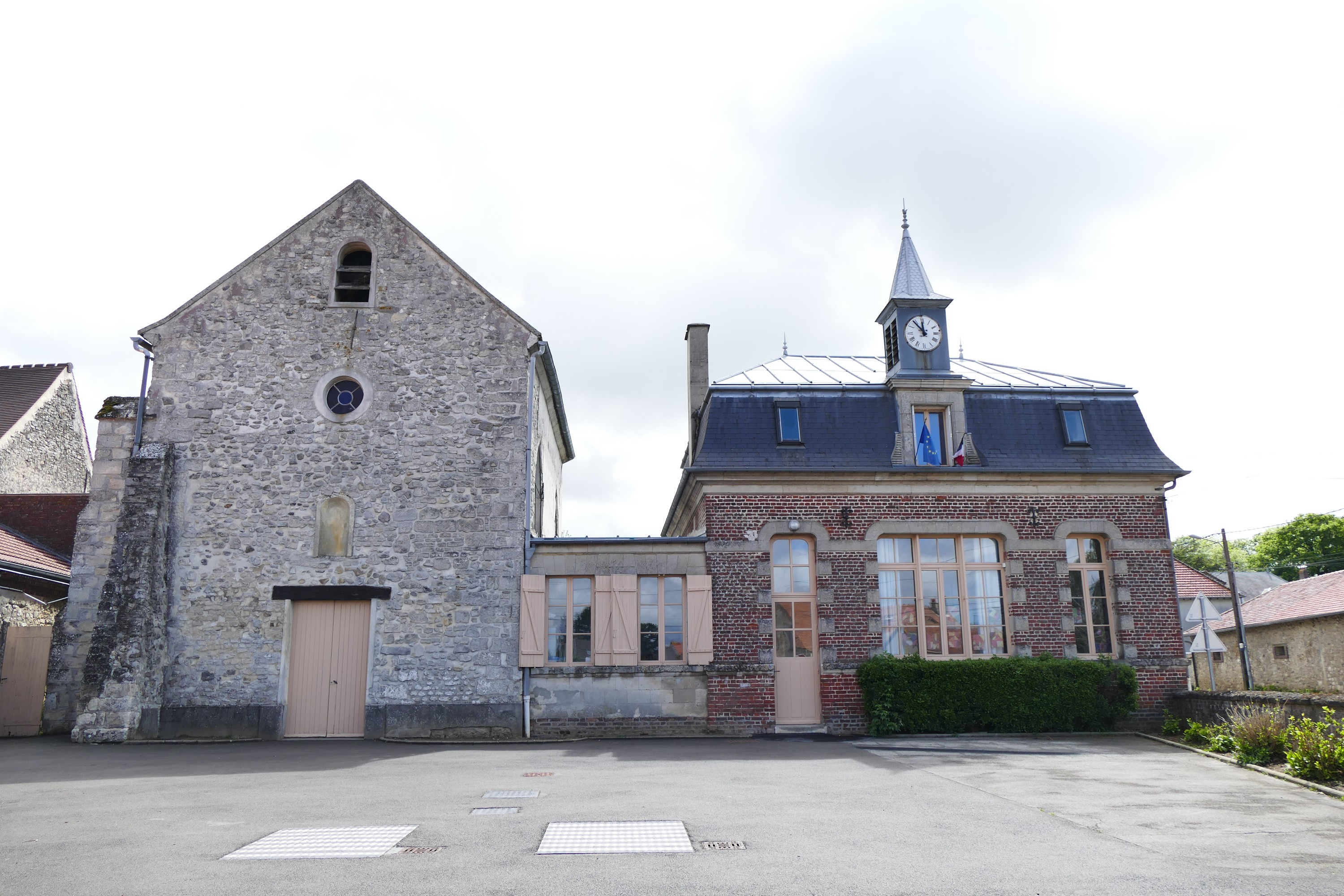
L'ancienne mairie et l'église de Sennevières.

### Habitat et logement
En 2018, le nombre total de logements dans la commune était de 179, alors qu'il était de 176 en 2013 et de 173 en 2008.
Parmi ces logements, 90,5 % étaient des résidences principales, 0 % des résidences secondaires et 9,5 % des logements vacants. Ces logements étaient pour 95,3 % d'entre eux des maisons individuelles et pour 4,1 % des appartements.
Le tableau ci-dessous présente la typologie des logements à Chèvreville en 2018 en comparaison avec celle de l'Oise et de la France entière. Une caractéristique marquante du parc de logements est ainsi une proportion de résidences secondaires et logements occasionnels (0 %) inférieure à celle du département (2,5 %) mais supérieure à celle de la France entière (9,7 %). Concernant le statut d'occupation de ces logements, 84,3 % des habitants de la commune sont propriétaires de leur logement (84 % en 2013), contre 61,4 % pour l'Oise et 57,5 pour la France entière.
| Typologie                                               | Chèvreville | Oise | France entière |
| ------------------------------------------------------- | ----------- | ---- | -------------- |
| Résidences principales (en %)                           | 90,5        | 90,4 | 82,1           |
| Résidences secondaires et logements occasionnels (en %) | 0           | 2,5  | 9,7            |
| Logements vacants (en %)                                | 9,5         | 7,1  | 8,2            |

### Voies de communication et transports
La commune est desservie, en 2023, par les lignes 636, 6403 et 6432 du réseau interurbain de l'Oise.

## Toponymie
Le nom de la localité est attesté sous les formes « in pago Meldico in loco qui vocatur capreoli villa » (846) ; Chevrovilla (1115) ; Cevreville (1119) ; Cevravilla (1119) ; apud Caprivillam (1186) ; Capraevilla (XIIe) ; Capra villa (1225) ; de Cevrevilla vel Chevrevilla (XIIe) ; Chevrevilla (1306) ; in villa de chevreuvilla (1306) ; Chievreville (1325) ; Chevreville (1573) ; Chevreville en multian (1582) ; Chevreville (1667) ; Chèvreville (XIXe).
Du latin capra.

## Histoire
En 1416, les troupes du Duc de Bourgogne détruisent le village et tuent ses habitants.

## Politique et administration

### Rattachements administratifs et électoraux

#### Rattachements administratifs
La commune se trouve  dans l'arrondissement de Senlis du département de l'Oise.
Elle faisait partie depuis 1802 du canton de Nanteuil-le-Haudouin. Dans le cadre du redécoupage cantonal de 2014 en France, cette circonscription administrative territoriale a disparu, et le canton n'est plus qu'une circonscription électorale.

#### Rattachements électoraux
Pour les élections départementales, la commune fait partie depuis 2014 d'un nouveau  canton de Nanteuil-le-Haudouin
Pour l'élection des députés, elle fait partie de la quatrième circonscription de l'Oise.

### Intercommunalité
Chèvreville est membre de la communauté de communes du Pays de Valois, un établissement public de coopération intercommunale (EPCI) à fiscalité propre créé en 1996 et auquel la commune a transféré un certain nombre de ses compétences, dans les conditions déterminées par le code général des collectivités territoriales.

### Liste des maires
| Période                                  | Période                       | Identité            | Étiquette | Qualité                                  |
| ---------------------------------------- | ----------------------------- | ------------------- | --------- | ---------------------------------------- |
| Les données manquantes sont à compléter. |                               |                     |           |                                          |
| mars 2001                                | En cours (au 2 décembre 2021) | Jean-Paul Rychtarik |           | Retraité Réélu pour le mandat 2020-2026, |

## Équipements et services publics

### Eau et déchets
L'adduction en eau potable est réalisée par le Syndicat intercommunal d'adduction d'eau potable (SIAEP) de Chèvreville/Ognes à partir d'un forage situé à Chèvreville pouvant fournir 100 m3 journaliers et du château d'eau également situé à Chèvreville.
En 2017; la  gestion de ce réseau est délégué  à la SAUR par un contrat qui court de 2011 à 2023.
L'assainissement des eaux usées est réalisé par des systèmes d'assainissement individuel. Les eaux pluviales sont renvoyées vers les deux mares, dont le trop-plein s'évacue par les deux fossés qui drainent la commune.
L'intercommunalité assure, par l'intermédiaire du SMVO la collecte et la valorisation des déchets des ménages.

### Enseignement
Les enfants de Chèvreville sont scolarisés avec ceux d'Ognes dans le cadre d'une regroupement pédagogique intercommunal. En 2021, chacun des 3  villages
(Chèvreville, Sennevières, Ognes) accueillent 3 classes, de la maternelle au primaire.

### Équipements sportifs et socioculturels
Chèvreville dispose d'une salle des fêtes, ainsi que des équipements sportifs de proximité (panneau de basket, terrain de pétanque et des jeux pour tout petits) à Chevreville et Sennevières.

## Population et société

### Démographie

#### Évolution démographique
L'évolution du nombre d'habitants est connue à travers les recensements de la population effectués dans la commune depuis 1793. Pour les communes de moins de 10 000 habitants, une enquête de recensement portant sur toute la population est réalisée tous les cinq ans, les populations de référence des années intermédiaires étant quant à elles estimées par interpolation ou extrapolation. Pour la commune, le premier recensement exhaustif entrant dans le cadre du nouveau dispositif a été réalisé en 2006.

En 2022, la commune comptait 405 habitants, en évolution de −5,37 % par rapport à 2016 (Oise : +0,87 %, France hors Mayotte : +2,11 %).
| 1793 | 1800 | 1806 | 1821 | 1831 | 1836 | 1841 | 1846 | 1851 |
| ---- | ---- | ---- | ---- | ---- | ---- | ---- | ---- | ---- |
| 205  | 194  | 181  | 199  | 344  | 316  | 302  | 293  | 322  |

| 1856 | 1861 | 1866 | 1872 | 1876 | 1881 | 1886 | 1891 | 1896 |
| ---- | ---- | ---- | ---- | ---- | ---- | ---- | ---- | ---- |
| 293  | 274  | 278  | 301  | 343  | 348  | 322  | 366  | 368  |

| 1901 | 1906 | 1911 | 1921 | 1926 | 1931 | 1936 | 1946 | 1954 |
| ---- | ---- | ---- | ---- | ---- | ---- | ---- | ---- | ---- |
| 370  | 353  | 364  | 339  | 394  | 407  | 445  | 367  | 361  |

| 1962 | 1968 | 1975 | 1982 | 1990 | 1999 | 2006 | 2011 | 2016 |
| ---- | ---- | ---- | ---- | ---- | ---- | ---- | ---- | ---- |
| 327  | 348  | 359  | 400  | 441  | 447  | 468  | 460  | 428  |

| 2021 | 2022 | - | - | - | - | - | - | - |
| ---- | ---- | - | - | - | - | - | - | - |
| 409  | 405  | - | - | - | - | - | - | - |

#### Pyramide des âges
La population de la commune est relativement jeune.
En 2018, le taux de personnes d'un âge inférieur à 30 ans s'élève à 36,7 %, soit en dessous de la moyenne départementale (37,3 %). À l'inverse, le taux de personnes d'âge supérieur à 60 ans est de 15,8 % la même année, alors qu'il est de 22,8 % au niveau départemental.
En 2018, la commune comptait 205 hommes pour 212 femmes, soit un taux de 50,84 % de femmes, légèrement inférieur au taux départemental (51,11 %).
Les pyramides des âges de la commune et du département s'établissent comme suit.
| Hommes | Classe d’âge | Femmes |
| ------ | ------------ | ------ |
| 0,0    | 90 ou +      | 0,5    |
| 1,5    | 75-89 ans    | 2,9    |
| 12,0   | 60-74 ans    | 14,7   |
| 27,0   | 45-59 ans    | 21,0   |
| 22,1   | 30-44 ans    | 25,1   |
| 19,8   | 15-29 ans    | 13,9   |
| 17,6   | 0-14 ans     | 22,0   |

| Hommes | Classe d’âge | Femmes |
| ------ | ------------ | ------ |
| 0,5    | 90 ou +      | 1,4    |
| 5,5    | 75-89 ans    | 7,6    |
| 15,6   | 60-74 ans    | 16,3   |
| 20,8   | 45-59 ans    | 20     |
| 19,4   | 30-44 ans    | 19,4   |
| 17,6   | 15-29 ans    | 16,2   |
| 20,6   | 0-14 ans     | 19,1   |

## Culture locale et patrimoine

### Lieux et monuments
- L'église Saint-Martin de Chèvreville construite en style néo-roman au XIXe siècle. Sa nef comprend une nef unique de deux travées voûtées en berceau plein cintre suivie d'une abside couverte d'un cul-de-four. Le clocher-porche est surmonté d'une tribune, avec, au nord, le baptistère et la cage d'escalier au sud.
Le maître-autel date du XIXe siècle[15]
- L'église de Sennevières, datant sans doute du XVIe siècle, qui était autrefois la chapelle d'une commanderie templière dont la ferme située au nord occupe l'emplacement[23].

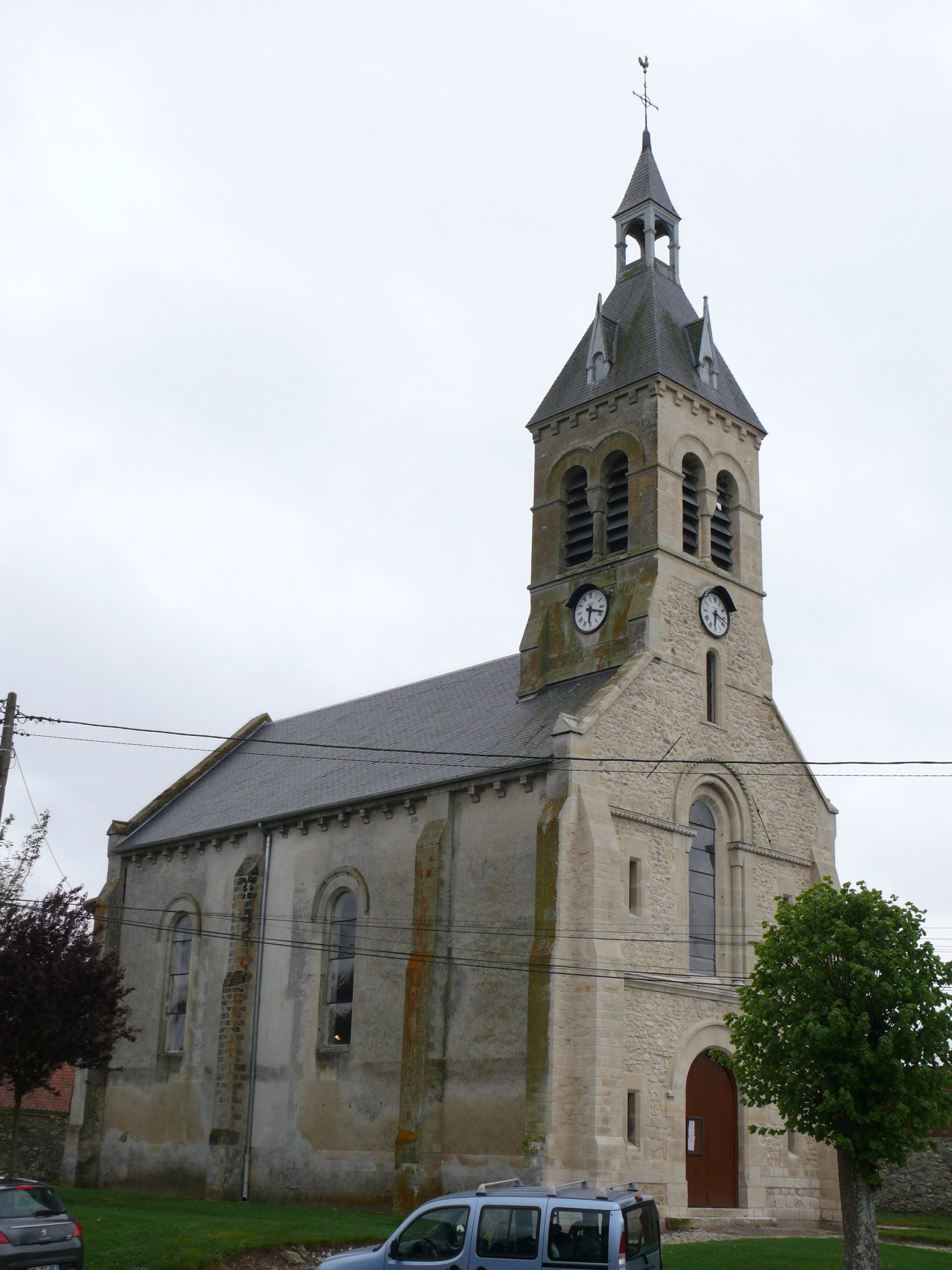
L'église Saint-Martin de Chèvreville
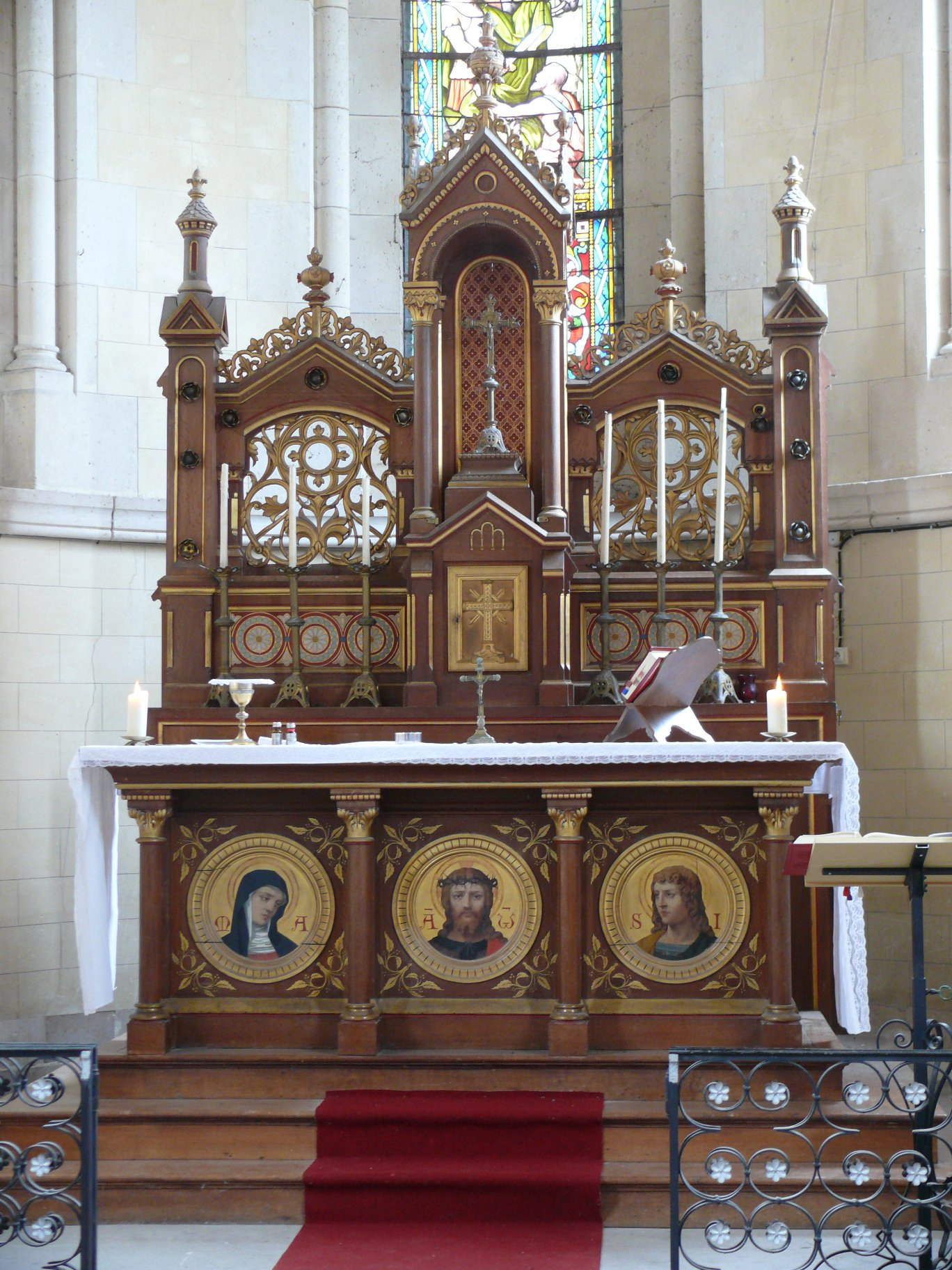
Le maître-autel et le retable de Saint-Martin
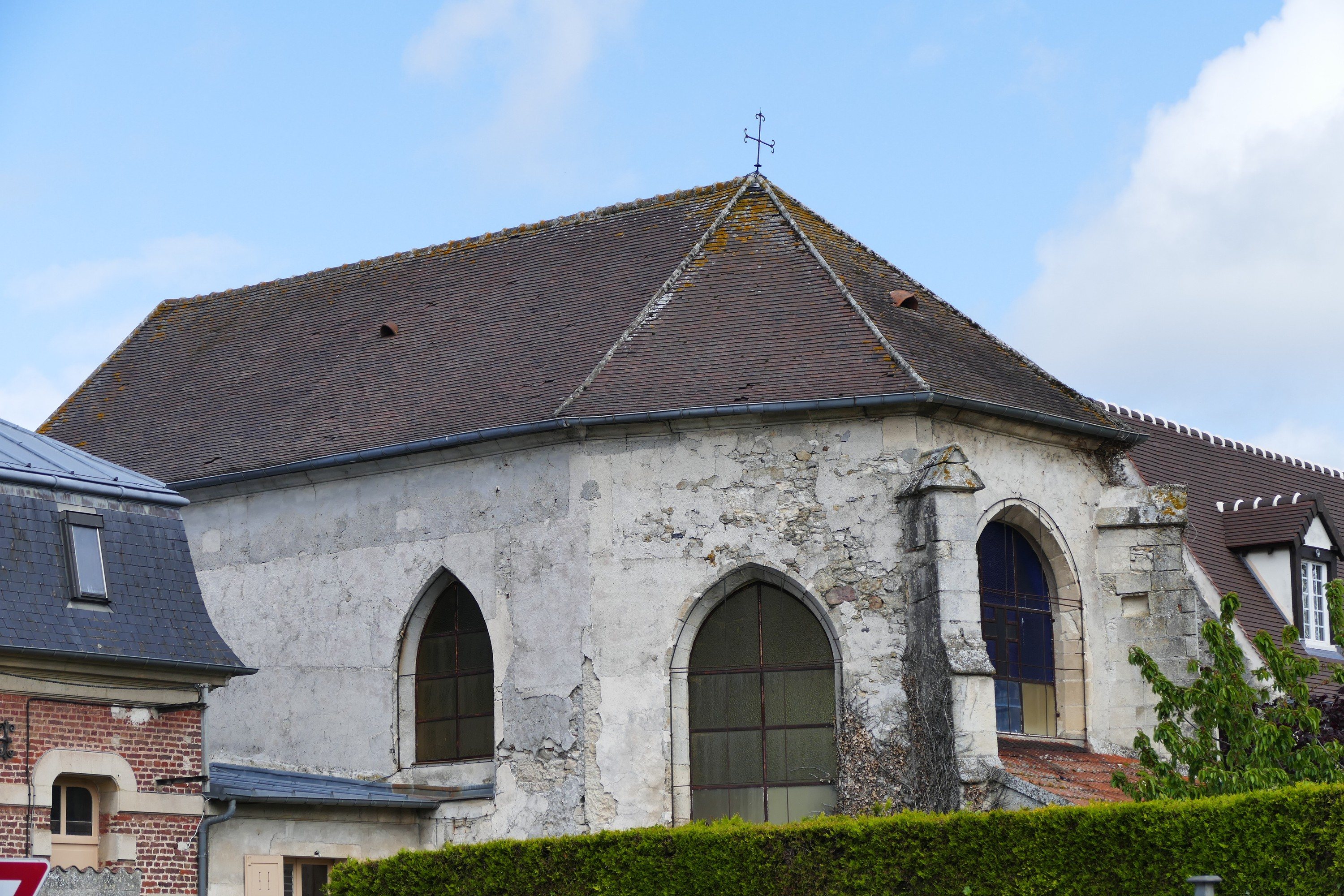
L'église de Sennevière

### Personnalités liées à la commune
- Adrien Jean Alexandre Lucy (1753-1824), homme politique né à Chèvreville, député de l'Oise à l'Assemblée législative.